# Ante Pavelić (Politiker, 1869)

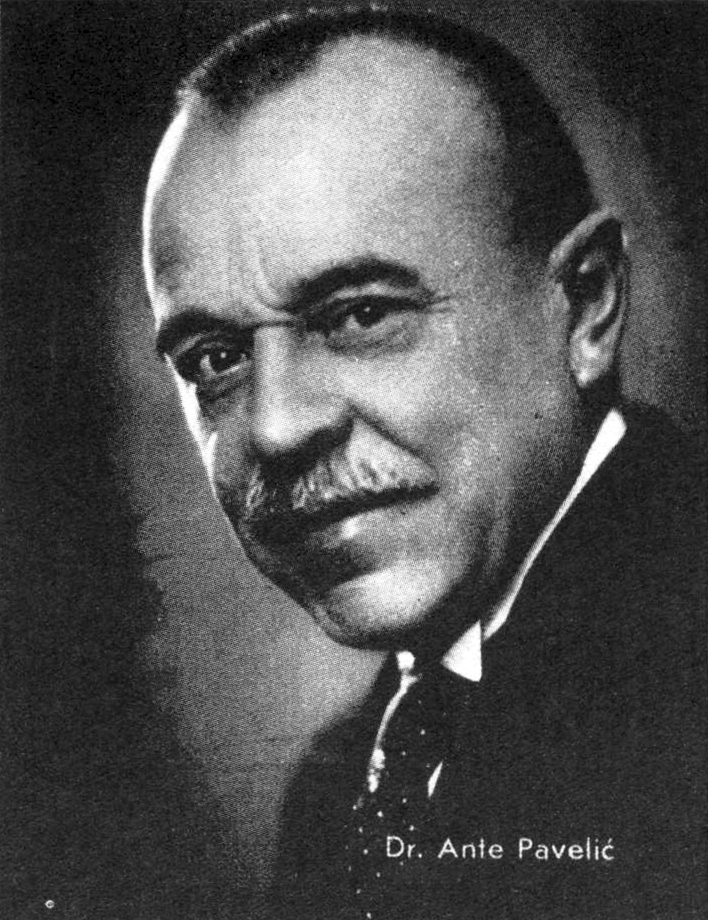
Ante Pavelić (1910er-Jahre)

Ante Pavelić anhörenⓘ (* 19. Mai 1869 in Gospić, Österreich-Ungarn, heute Kroatien; † 11. Februar 1938 in Zagreb, Königreich Jugoslawien, heute Kroatien) war ein jugoslawischer Zahnarzt und Politiker. 

## Leben
Nach einem Medizinstudium in Graz und Wien praktizierte er als Zahnarzt in Zagreb. Ab 1906 war er als Mitglied der Kroatischen Partei des Rechts Abgeordneter des kroatischen Parlaments.
Am 29. Oktober 1918 wurde in einer Parlamentssitzung beschlossen, dass sich Kroatien, Slowenien und Bosnien und Herzegowina von Österreich-Ungarn trennen und sich anschließend im Staat der Slowenen, Kroaten und Serben zusammenschließen würden. Nach dieser Entscheidung wurde er zusammen mit dem serbischen Politiker Svetozar Pribičević Vizepräsident des von dem slowenischen Politiker Anton Korošec geleiteten Nationalrats dieses neuen Staates.